# Gand-Wevelgem 1976
La 38e édition de Gand-Wevelgem a eu lieu le 6 avril 1976. La course est remportée par le Belge Freddy Maertens (équipe Flandria-Velda) qui parcourt les 262 kilomètres en 6 h 15 min 15 s. C'est la seconde victoire de Freddy Maertens sur cette course après celle de l'année précédente.

## Déroulement de la course
Un groupe "royal" de onze coureurs se présente à l'arrivée à Wevelgem. Ce groupe se compose entre autres des Belges Eddy Merckx, Roger De Vlaeminck et Freddy Maertens, du Néerlandais Joop Zoetemelk, de l'Allemand Dietrich Thurau et de l'Italien Francesco Moser. Freddy Maertens remporte le sprint devant ses compatriotes Rik van Linden et Frans Verbeeck.

## Classement final
| Place | Coureur            | Équipe                | Temps           |
| ----- | ------------------ | --------------------- | --------------- |
| 1     | Freddy Maertens    | Flandria-Velda        | 6 h 15 min 15 s |
| 2     | Rik van Linden     | Bianchi-Campagnolo    | m.t.            |
| 3     | Frans Verbeeck     | Ijsboerke-Colnago     | m.t.            |
| 4     | Piet van Katwijk   | TI-Raleigh-Campagnolo | m.t.            |
| 5     | Walter Planckaert  | Maes Pils-Rokado      | m.t.            |
| 6     | Roger De Vlaeminck | Brooklyn              | m.t.            |
| 7     | Francesco Moser    | Sanson                | m.t.            |
| 8     | Dietrich Thurau    | TI-Raleigh-Campagnolo | m.t.            |
| 9     | André Dierickx     | Maes Pils-Rokado      | m.t.            |
| 10    | Eddy Merckx        | Molteni-Campagnolo    | m.t.            |